# Polmak
Polmak (nordsamiska: Buolbmát, kvänska: Pulmanki) är en by och socken (församling) i Tana kommun i Finnmark fylke i norra Norge. Polmak var också centralort i dåvarande Polmaks kommun mellan 1903 och 1964. Byn ligger på södra sidan av Tana älv, cirka en kilometer öster om gränsen till Finland.
På finländska sidan av gränsen ligger Nuorgam by, som hör till Utsjoki kommun. Genom Polmak går fylkesväg 895 och på vintern finns det även en isväg till E75/E6 som ligger norr om älven.

## Kultur
Tana museum ligger i Polmak.